# 오은영 게임
《오은영 게임》은 대한민국의 ENA에서 방송됐던 오리지널 예능 프로그램이다.

## 기획 의도
세상에 노는 것을 싫어하는 아이는 없지만, 놀 줄 모르는 어른들에게는 아이와 보내는 하루가 길기만 하다. ‘오은영 게임’은 이런 부모들의 시간을 180도로 바꿀, 초특급 놀이 처방전을 지향한다.

## 방송 일정
| 방송 채널 | 방송 기간                         | 방송 시간                          | 비고   |
| --------- | --------------------------------- | ---------------------------------- | ------ |
| ENA       | 2023년 1월 24일 ~ 2023년 3월 14일 | 매주 화요일 밤 8시 30분 ~ 9시 50분 | 본방송 |

※ 스트리밍 서비스는 지니 TV와 WAVVE, TVING, 왓챠 등에서 보실 수 있음

## 진행자
- 오은영
- 신동엽
- 이민정

## 출연진
| 출연진 이름     | 자녀   | 자녀   | 비고 |
| 출연진 이름     | 아들   | 딸     | 비고 |
| --------------- | ------ | ------ | ---- |
| 안재욱          |        | 안수현 |      |
| 정준호 & 이하정 |        | 정유담 |      |
| 문희준 & 소율   |        | 문희율 |      |
| 인교진 & 소이현 |        | 인소은 |      |
| 이대호          | 이예승 |        |      |

## 에피소드 목록
| 화차 | 방송 일자       | 서브 타이틀                       | 비고 |
| ---- | --------------- | --------------------------------- | ---- |
| 1화  | 2023년 1월 24일 | 빈칸                              |      |
| 2화  | 1월 31일        | 인지발달: 좋은 아빠가 되고 싶어요 |      |
| 3화  | 2월 7일         | 신체발달: 찾아라! 전설의 돌       |      |
| 4화  | 2월 14일        | 언어발달: 진심을 전하는 한마디    |      |
| 5화  | 2월 21일        | 관계발달: 너와 나의 연결고리      |      |
| 6화  | 2월 28일        | 정서발달: 우리 아빠 좀 말려주세요 |      |
| 7화  | 3월 7일         | 꼼수놀이: 날 따라 해봐요          |      |
| 8화  | 3월 14일        | 세상의 모든 부모님들께            |      |

## 참가자(1화)

### 언어형
- 2	김별
- 6	김규민
- 7	최설아
- 9	임수현
- 10	문하영
- 11	정유진
- 13 안수현[3]
- 15	김수민

### 인지형
- 24	신나은
- 36 양시원

### 신체형
- 42 인소은[4]
- 46	이설
- 49	차예나
- 56 송은유

### 정서형
- 62	장윤도
- 63 문희율[5]
- 71	최하준
- 72	황서후
- 74 유태양
- 75	이서준
- 76 유현승

### 관계형
- 80	정유담[6]
- 85	김설리
- 86	김재율
- 90	마윤우
- 96	나하나
- 97	이윤상
- 98	김하람
- 100 조하율

## 스테이지

### 1화
- 1교시 : 반복학습
  - 100인의 플래시몹
    - 특별 게스트: 리아킴 댄서
- 2교시 : 약속과 규칙
  - 말하는 대로 무궁화 꽃이 피었습니다
    - 특별 게스트: 장효은 선생님, 아이돌 그룹인 Kep1er
- 3교시 : 발달 유형 관찰[7]
  - 유형별 얼음 땡 놀이

### 2화
- 인지 발달 놀이
- 유형 관찰 또래 놀이터
  - 돌발퀴즈, 자기소개 관리하기
  - 돌발미션, 간식 심부름
- 인지발달 반반 놀이
  - 무지개 방 탈출 놀이
  - 점프 점프! 퀴즈 징검다리

### 3화
- 신체 발달 놀이
- 유형 관찰 또래 놀이터
  - 태권도, 송판 격파
- 신체발달 반반 놀이
  - 흔들흔들 쿵쿵
  - 용암 대탈출

### 4화
- 언어 발달 놀이
- 또래 놀이터 언어편
  - 무궁화 꽃이 피었습니다
- 공감이의 감짝 고민 상담소
  - 너의 이야기를 돌려줘
- 언어발달 반반 놀이
  - 골라 골라 시장놀이
  - 아바타 미로 탈출

### 5화
- 관계 발달 놀이
- 유형 관찰 또래 놀이터
  - 보물찾기
- 관계발달 반반 놀이
  - 퀵 빌드 대결 놀이
    - 누가 누가 더 높이 쌓나
    - 큰 하트 만들기
    - 자동차 만들어서 골인시키기

  - 나의 보물

### 6화
- 정서 발달 놀이
- 유형 관찰 또래 놀이터
  - 미술시간: 우리 가족, 그림 그리기
- 정서발달 반반 놀이
  - 스트레스 팡팡 날려 놀이
  - 꾸러기 요리왕 놀이

### 7화
- 육아 고수
- 도전! 꼼수 놀이 왕
  - 강호동 놀이
  - 아트박스 놀이
  - 조선의 꼼수 놀이
  - 효드림 챌린지 놀이
  - 방구석 비행 놀이
- 초특급 꼼수 놀이
  - 뽀송뽀송 세족식

### 8화
- 토크콘서트 OH SHOW

## 참고 사항
- 유엔에서 정한 아동권리협약에 따라 보호자와 아동에 충분한 설명과 사전 동의 후에 촬영하였다.